# Паркова залізниця (Карлсруе)
49°00′51″ пн. ш. 8°24′04″ сх. д. / 49.01416667° пн. ш. 8.40111111° сх. д.
Паркова залізниця Карлсруе (нім. Schlossgartenbahn Karlsruhe) — паркова залізниця з колією 600 мм, яка проходить по колу довжиною 2,7 км лише з однією станцією через сади палацу Карлсруе.

## Історія
Паркова залізниця була побудована з нагоди Федеральної садової виставки в Карлсруе в 1967 році. Чотири склади поїздів у темно-синій, блакитній, червоній та жовтій лівреях курсували по колу.
Два потяги, червоний і світло-блакитний, були перевезені наприкінці Федеральної садової виставки, щоб їх можна було використовувати на інших садових виставках.
Початковий план передбачав повний демонтаж залізниці наприкінці Федеральної садової виставки, але жителі Карлсруе надто полюбили свій «Bähnle» і більше не хотіли обходитися без нього.
Лише шляхом тривалих і надзвичайно важких переговорів було дозволено продовжити роботу, хоча й на чітких умовах.
Відтоді залізницям було заборонено розміщувати рекламу, і довелося будувати нове депо, оскільки чинне депо знаходилося на місці саду.
У 1974 році темно-синій поїзд також був знятий і привезений до Саарбрюккена.
Спочатку він мав бути жовтим, тому що був побудований для паркової залізниці в Німецько-Французькому саду в 1960 році.
Потяг, що залишився, був капітально відремонтований і свіжо пофарбований майстернею ВБК, але вже в червоний і зелений кольори.
У наступні роки його модернізували: застарілий бензиновий локомотив замінили на сьогоднішній тепловоз, у саду замку збудували нову станційну будівлю та знову перенесли локомотивне депо; Відтоді він знаходиться на місці теплоцентралі на Тойчнойройтер-алле.
У депо ВБК «West» побудовано четвертий вагон. Також доступний паровоз «Greif», який з 2016 року належить компанії Müller & Waidelich GbR і працює як субпідрядник.
До 40-річчя залізниці історичний «Porschelok» відреставрували до початкового стану та пофарбували у жовтий колір.

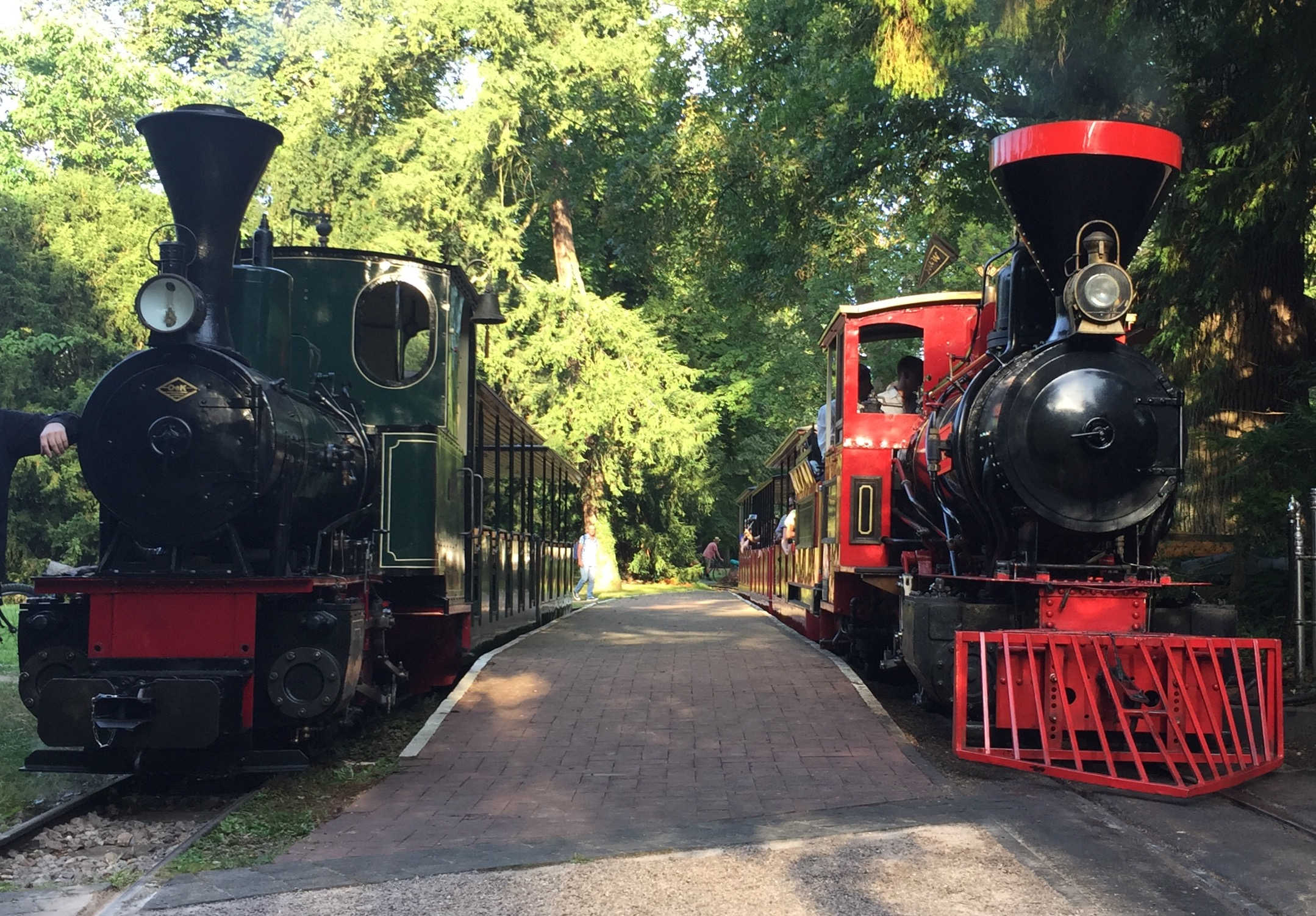
Гостьовий локомотив «Emma» зліва на колії 2, «Greif»

У серпні та вересні 2016 року паровоз «Емма» з Франкфуртського музею фельдбану гостював на Шлосгартенбані загалом три неділі.

## Транспортні засоби
Доступні три локомотиви:
- Дизель-механічний локомотив, побудований в 1955 році Gmeinder[en], Мосбах, переобладнаний в 1991 році «Verkehrsbetriebe Karlsruhe GmbH», колісне розташування: B, 37 кВт (50 к. с.), 5,2 т, позначення: SGB 60.
- Паровоз типу Bn2t, Henschel Typ Riesa[de], який має назву «Greif» і є приватною власністю. Локомотив був побудований в 1939 році компанією Henschel у Касселі та належав будівельній компанії «Hans Vatter», яка спочатку використовувала його в кар'єрі в Доссенгаймі. У 1946—1948 рр. локомотив використовувався на шутерній залізниці[de] у Гайльбронні і востаннє використовувався на будівництві автомагістралі поблизу Ашаффенбурга, перш ніж його поставили на стоянку в Мангейм-Неккарау. Карлсруе придбав локомотив в 1967 році.[1] У 1970 році він був переобладнаний для спалювання деревини, і на той час він отримав «західний вигляд». Машина видає 51 кВт (70 к.с.).
- Жовтий локомотив Porschelok[de], осьове розташування B, 20 кВт (27 к.с.), побудований в 1959 році в «Sollinger Hütte», вперше використаний у Саарбрюккені в 1960 році, прибув до Карлсруе в 1967 році з повним складом (три вагони).

Крім наявних трьох пасажирських вагонів транспортною компанією було виготовлено ще один вагон.
У 2015 році було придбано п'ятий вагон у компанії «Інтамін».
Окрім цих п'яти пасажирських вагонів, які утворюють три- або чотиривагонні поїзди, які тягне один із трьох локомотивів, є й інші вагони робочого призначення. Чотиривагонні поїзди тягнуть виключно паровози.